# وی‌اس‌اس انترپرایز
وی‌اس‌اس انترپرایز (به انگلیسی: VSS Enterprise) یک هواگرد ساختِ کارخانهٔ اسکیلد کامپوزیتس در کشور ایالات متحده آمریکا است.

## نگارخانه

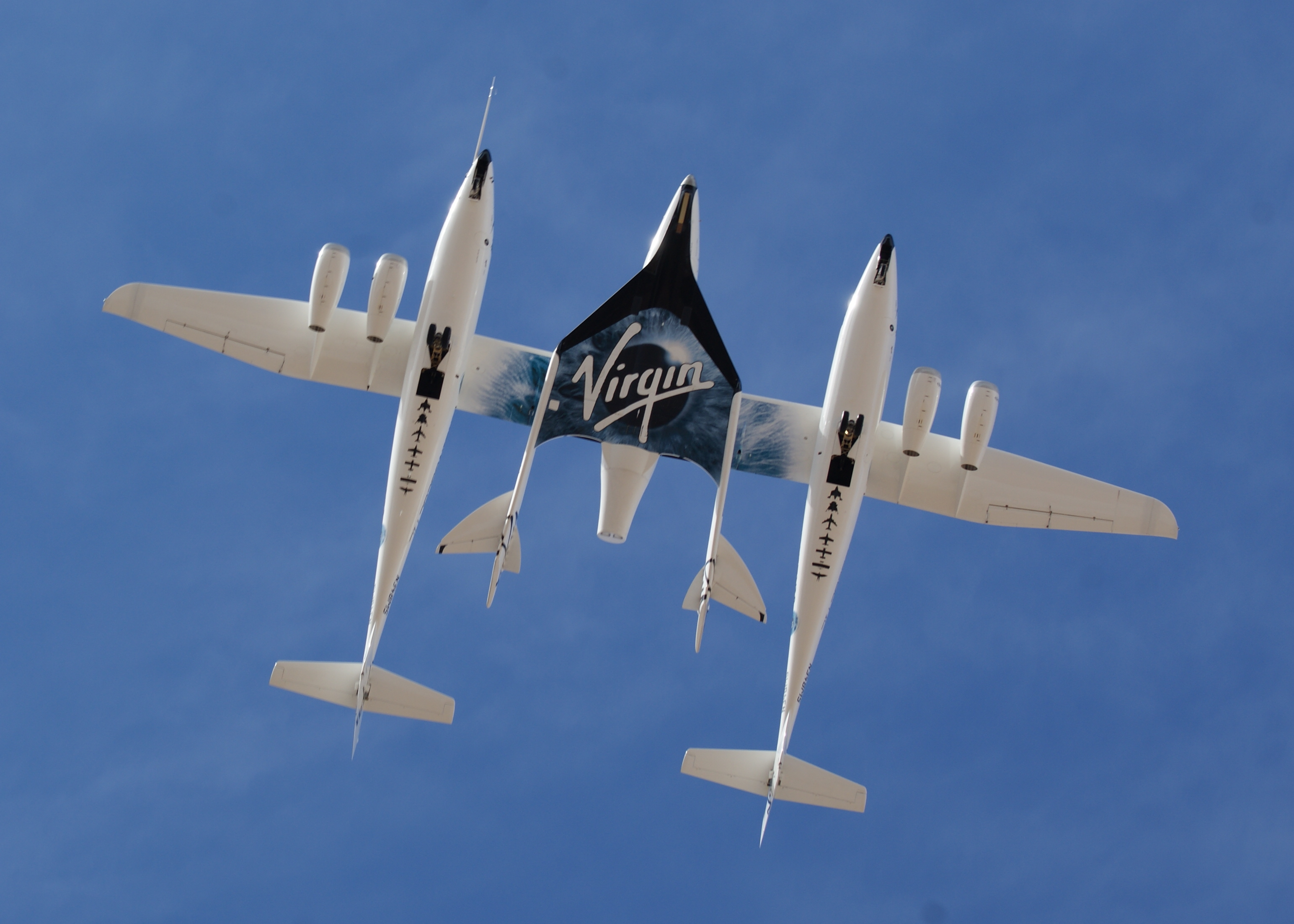
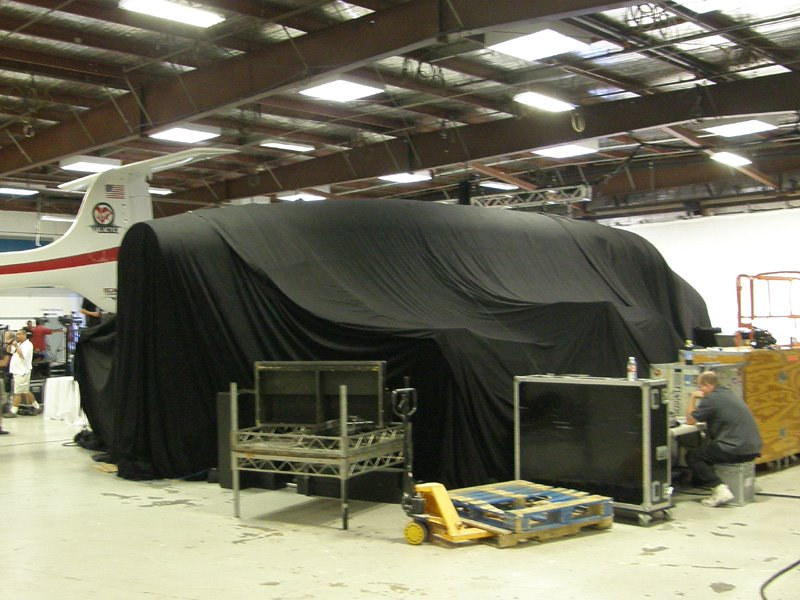